# Infección por adenovirus
Las infecciones por adenovirus son enfermedades que generalmente afectan al sistema respiratorio; aunque dependiendo del serotipo pueden tener otras manifestaciones.

## Manifestaciones y enfermedades resultantes
Aparte de las afecciones respiratorias, las presentaciones de adenovirus pueden incluir gastroenteritis, conjuntivitis, cistitis y erupciones cutáneas. Los síntomas de la enfermedad respiratoria causada por adenovirus van desde la infección del síndrome resfriado común a la neumonía, u otros como la bronquitis. Los pacientes con el sistema inmunitario comprometido son especialmente susceptibles a complicaciones severas. La enfermedad respiratoria aguda fue reconocida por primera vez entre los reclutas durante la Segunda Guerra Mundial, y puede ser causada por adenovirus en situaciones de estrés y hacinamiento.

### Fiebre faringoconjuntiva
Es una presentación concreta de infección por adenovirus:
- Fiebre alta que dura de cuatro a cinco días
- Faringitis (garganta dolorida)
- Conjuntivitis (inflamación de los ojos, normalmente sin pus)
- Inflamación de los ganglios linfáticos del cuello
- Dolor de cabeza y debilidad
- Periodo de incubación de cinco a nueve días

Su prevalencia se da en el grupo de edad de cinco a dieciocho años. Ejemplos de situaciones de riesgo son los campamentos de verano y los colegios. En Japón, la enfermedad es denominada "fiebre de piscina" ya que es habitual el contagio en piscinas públicas.

### Uretritis adenoviral
Los adenovirus también pueden infectar la uretra masculina. Es un tipo de uretritis no gonocócica.
Los síntomas pueden incluir:
- Dolor durante el sexo o micción
- Secreciones inusuales por el pene
- Inflamación del meato urinario (extremo distal de la uretra, su apertura al exterior)
- Los síntomas propios de las uretritis no gonocócicas

## Características serotípicas concretas
Todos los adenovirus se transmiten por contacto directo, transmisión fecal-oral, y ocasionalmente por agua contaminada. Algunos tipos son asintomáticos, ocultándose en las amígdalas y los intestinos de sus huéspedes. Algunos adenovirus (p. ej., serotipos 1, 2, 5, y 6) son endémicos en partes del mundo donde han sido estudiados, y la infección se adquiere durante la niñez. Otros tipos causan brotes esporádicos de infección; por ejemplo, una epidemia de queratoconjuntivitis está asociada con los serotipos 8, 19 y 37. La epidemia de fiebre y conjuntivitis está asociada con transmisión en aguas contaminadas, como piscinas inadecuadamente cloradas y lagos pequeños, siendo los serotipos 4 y 7 los más comunes en Estados Unidos. Los adenovirus entéricos 40 y 41 causan gastroenteritis, normalmente en niños. El adenovirus 7 se adquiere por inhalación y está asociado con la infección severa de las vías respiratorias inferiores; mientras que si el 7 se contagia de manera oral, la enfermedad no se manifiesta o lo hace de manera suave. Brotes de adenovirus -la enfermedad respiratoria es más común a finales del invierno, la primavera y el principio del verano; aun así pueden darse durante todo el año.
En 2007 debido al serotipo 14 enfermaron al menos 140 personas en Nueva York, Oregón, Texas y Washington, según un informe de los Centros para Control de Enfermedad y Prevención. La enfermedad mereció titulares en la prensa de Texas en septiembre de 2007, cuando la gripe se propagó por la Base de la Fuerza Aérea en San Antonio. Un militar en formación de 19 años murió.
Los adenovirus 5, 9, 31, 36, 37, y SMAM1, se ha encontrado que causan obesidad en animales, adipogenesis en células. La mayoría de investigaciones se han realizado sobre el tipo 36.

## Diagnóstico
La detección de antígenos, reacción de cadena de polimerasa y la serología pueden utilizarse para identificar los adenovirus. Como se elimina en periodos de tiempo prolongados, la presencia del virus no significa necesariamente enfermedad.

## Prevención
Se desrrollaron vacunas seguras y eficaces para los serotipos 4 y 7, pero solo estaba disponible para reclutas militares (EE. UU.), y la producción paró en 1996.

Buena higiene en zonas públicas como hospitales.

Mantener una cloración adecuada en piscinas.

## Tratamiento
No existe tratamiento más allá del tratamiento sintomático. La mayoría de infecciones son suaves y las muertes son extremadamente raras pero se han descrito.

## Pronóstico
Pueden causar una neumonía con tejido necrótico que en las radiografías se aprecia como áreas traslúcidas en los pulmones, lo que se conoce como síndrome de Swyer-James. Además puede resultar en la obliteración de los bronquiolos siendo estos sustituidos por tejido cicatricial, lo que da como resultado una reducción en el volumen del pulmón y la compliancia pulmonar.